# Cupira (kommun)
Cupira är en kommun i Brasilien.   Den ligger i delstaten Pernambuco, i den östra delen av landet, 1 500 km nordost om huvudstaden Brasília. Antalet invånare är 23 392.
Följande samhällen finns i Cupira:
- Cupira

Omgivningarna runt Cupira är en mosaik av jordbruksmark och naturlig växtlighet. Runt Cupira är det ganska tätbefolkat, med 104 invånare per kvadratkilometer.